# بونيرة شديدة الأناقة
بونيرة شديدة الأناقة (الاسم العلمي:Ponera  elegantissima) هي نوع من حشرات تتبع جنس البونيرة من فصيلة النمليات.